# Akwatia

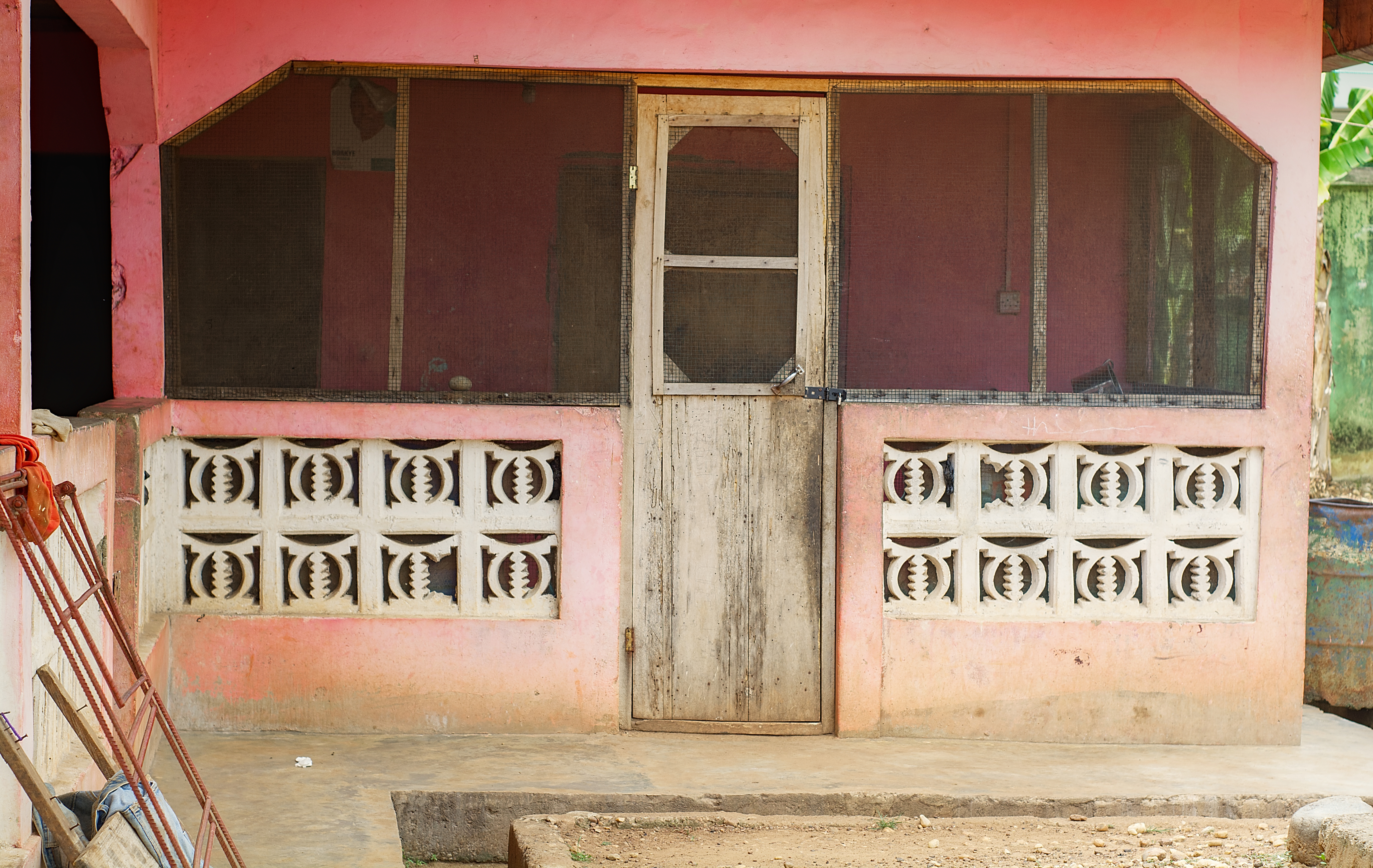
Casa en Akwatia

Akwatia es una ciudad de la región Oriental de Ghana. En marzo de 2000 tenía una población censada de 20 723 habitantes.
Se encuentra ubicada al sureste del país, a poca distancia al sur del lago Volta y de la meseta de Kwahu, y cerca del río Birim, uno de los afluentes principales del río Pra.